# The Freewheelin’ Bob Dylan
The Freewheelin’ Bob Dylan ist das zweite Album von Bob Dylan.
Es wurde zwischen Juli 1962 und April 1963 in New York aufgenommen, von John Hammond produziert und 1963 auf Columbia Records veröffentlicht. Nach dem Misserfolg seines Debütalbums Bob Dylan, das nur zwei eigene Songs enthielt, veröffentlichte Dylan auf Freewheelin’ nur noch zwei Coverversionen: das traditionelle Corrina, Corrina und Honey, Just Allow Me One More Chance, die er jedoch beide erheblich umschrieb. Alle anderen Lieder waren Dylan-Originale. Das Album, das einer breiten Öffentlichkeit zum ersten Mal sein Talent als Liedermacher zeigte, beginnt mit dem Lied Blowin’ in the Wind, welches das meistgespielte von ihm werden sollte. Schon im Juli 1963 hatte das Trio Peter, Paul and Mary mit einer Coverversion davon einen internationalen Hit. Sie trugen es 1963 bei einer Demonstration in Washington vor und ebneten damit den Weg für Dylans Vereinnahmung als Vorreiter der amerikanischen Protestbewegung.
The Freewheelin’ Bob Dylan erreichte in den USA Platz 22 und wurde schließlich mit einem Platin-Album ausgezeichnet. Später wurde es ein Nummer-eins-Hit in England. Dies bedeutete Dylans künstlerischen und kommerziellen Durchbruch. Aufgrund seiner kulturellen und historischen Bedeutung für die Vereinigten Staaten wurde das Album am 27. Januar 2003 in die National Recording Registry der Library of Congress aufgenommen.
2003 setzte der Rolling Stone The Freewheelin’ Bob Dylan auf seiner Liste der 500 besten Alben aller Zeiten auf Platz 93.

## Vorgeschichte

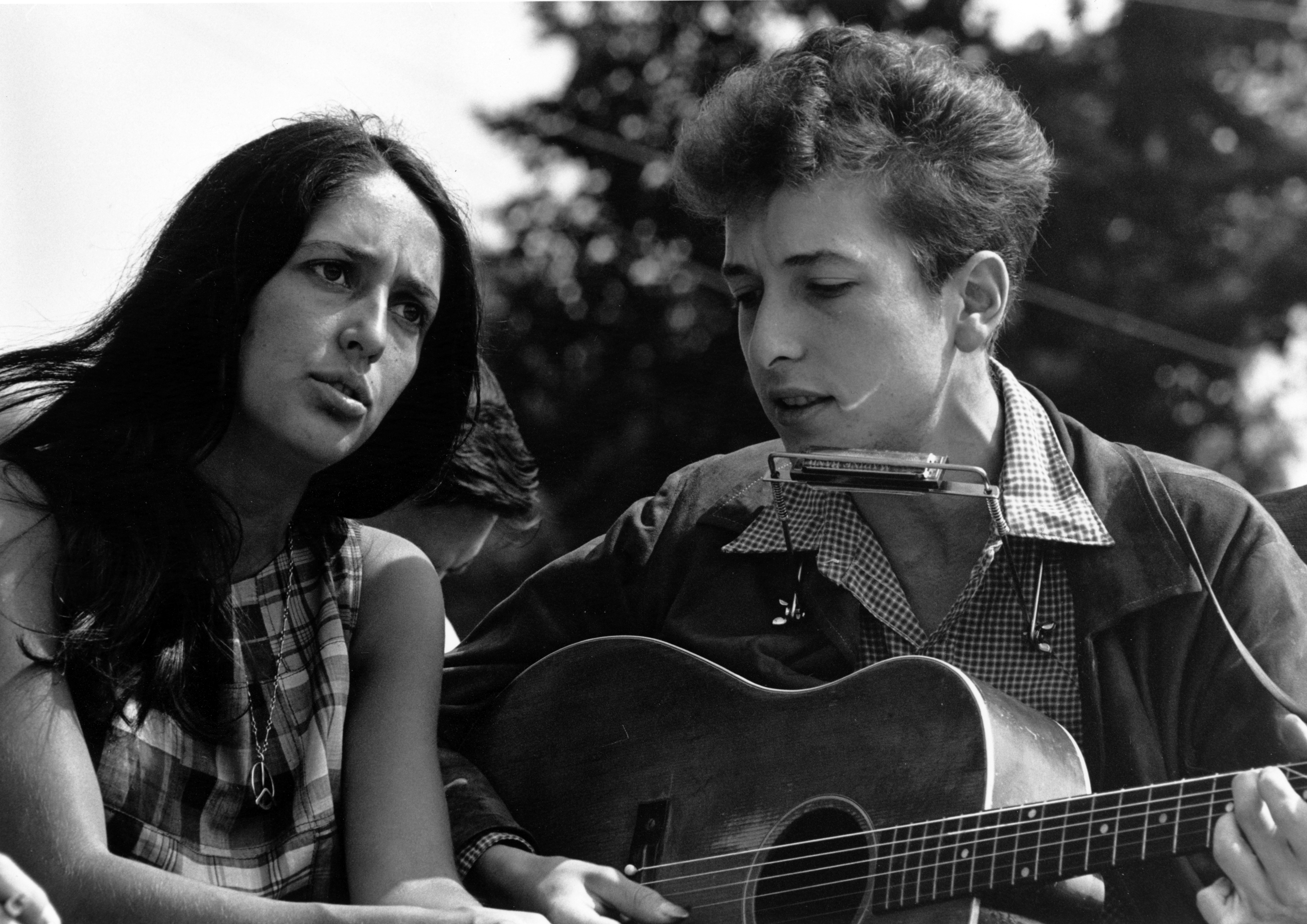
Dylan mit Joan Baez, 1963

Dylans Debütalbum war von der Kritik und vom breiten Publikum kaum wahrgenommen worden. Die 5000 verkauften Kopien reichten gerade aus, um die Kosten zu decken. Bei Columbia Records wurde der Sänger als eine Eselei des Produzenten John Hammond verspottet und es wurde ernsthaft erwogen, den Vertrag nicht zu verlängern. Hammond aber verteidigte Dylan energisch, ein weiterer Verbündeter war Johnny Cash. Das relativ kleine Label Prestige Records drückte sein Interesse an Dylan aus, dort setzte man auf sein Potential als Liedermacher. Hammond jedoch unterstützte Dylan in der Hoffnung, dass sein zweites Album ein Erfolg werden würde.

### Aufnahmen in New York
Mit Hammond als Produzent begann Dylan am 24. April 1962 also mit der Arbeit zu seinem zweiten Album in Columbias Studio A in New York. Der Arbeitstitel, der bis Juli beibehalten wurde, war Bob Dylan’s Blues.
Dylan arbeitete an der Umsetzung zweier gängiger Folksongs, Going to New Orleans und Corrina, Corrina sowie an einer Coverversion des Hank-Williams-Klassikers (I Heard That) Lonesome Whistle. Der größte Teil der Aufnahmen war Dylans Eigenkompositionen gewidmet, von denen auch vier aufgenommen wurden: Sally Gal, The Death of Emmett Till (über den Tod Emmett Tills), Rambling, Gambling Willie und Talkin’ John Birch Paranoid Blues. Die Takes von John Birch und Rambling, Gambling Willie wurden für das Album ausgewählt.
Am nächsten Tag wurde das Stück Let Me Die in My Footsteps aufgenommen, das auch für das Album genommen wurde. Dylan nahm noch weitere Originale – Rocks and Gravel, Talking Hava Negiliah Blues, Talking Bear Mountain Picnic Massacre Blues – sowie zwei weitere Takes von Sally Gal auf, zudem verschiedene Coverversionen, etwa das traditionelle Wichita (Going to Louisiana), Big Joe Williamss Baby Please Don’t Go und Robert Johnsons Milk Cow’s Calf’s Blues. Da Dylan beim Songschreiben rasch Fortschritte machte, erschien keine der April-Aufnahmen auf Freewheelin’. Erst 1991 wurden Talking Hava Negiliah Blues und Talking Bear Mountain Picnic Massacre Blues auf The Bootleg Series Volumes 1–3 (Rare & Unreleased) 1961–1991 veröffentlicht.
Die Aufnahmen im Studio A wurden erst am 9. Juli fortgesetzt, als Dylan einige neue Kompositionen aufnahm. Das bekannteste Lied, Blowin’ in the Wind, hatte er bereits live aufgeführt. Des Weiteren nahm er Bob Dylan’s Blues, Down the Highway und Honey, Just Allow Me One More Chance auf, die es alle auf das Album schafften.
Die Aufnahme seines Liedes Baby, I’m in the Mood for You wurde nicht fürs Album ausgewählt; es wurde erst 1985 auf der Retrospektive Biograph veröffentlicht. Zwei weitere Stücke, die nicht ausgewählt wurden, Quit Your Low Down Ways und Hally Woods Komposition Worried Blues, wurden auch erst 1991 auf The Bootleg Series Volumes 1–3 (Rare & Unreleased) 1961–1991 veröffentlicht.
Zu dieser Zeit begann sich Albert Grossman für Dylans geschäftliche Angelegenheiten zu interessieren. Er überredete Dylan, seinen Vertrag mit Duchess Music zu beenden und die Rechte auf Witmark Music zu übertragen, eine Abteilung von Warners Musikagentur. Dylan unterzeichnete den Vertrag mit Witmark am 13. Juli 1962.
Nach den Vertragsverhandlungen kehrte Dylan Anfang August nach Minnesota zurück. In Minneapolis traf er einige seiner alten Freunde, darunter Tony Glover, der auch einige Stücke mit Dylan in einer informellen Session aufnahm. Dylan sprach auch von Suze Rotolo (die mit Dylan auf dem Albumcover zu sehen ist) und dass er darauf wartete, dass sie im September nach einem Kunstsemester aus Italien zurückkehren würde. Er nahm dies zum Anlass, eine Urversion von Tomorrow is a Long Time aufzunehmen. Kurz vor dem 1. September erfuhr Dylan, dass Suze ihre Rückkehr aus Italien auf unbestimmte Zeit verschoben hatte, was zu Spannungen in ihrer Beziehung führte.
Dylan kehrte nach New York zurück, um seine neuen Lieder bei Auftritten vorzustellen. Am 22. September trat er zum ersten Mal in der Carnegie Hall als Teil eines mit Stars besetzten Volksmusikfestes auf. Der Auftritt wurde zur ersten öffentlichen Aufführung von A Hard Rain’s A-Gonna Fall. Einen Monat später, am 22. Oktober, verkündete John F. Kennedy, dass sowjetische Raketen auf Kuba stationiert worden waren, was zum Beginn der Kubakrise führte. In den Liner Notes schrieb Nat Hentoff, dass Dylan A Hard Rain als Reaktion auf die Kuba-Krise geschrieben habe: „Jede Zeile des Liedes ist eigentlich der Beginn eines neuen Liedes. Aber als ich es schrieb, dachte ich, dass ich nicht lange genug leben würde, um all diese Lieder schreiben zu können, so packte ich sie alle in dieses eine.“ Tatsächlich hatte Dylan das Lied aber schon einen Monat vor Ausbruch der Krise geschrieben.
Im August 1962 wurde Albert Grossman Dylans Manager, er geriet bald in Streit mit John Hammond. Da Dylan noch keine 21 Jahre alt war, als er den Vertrag mit CBS geschlossen hatte, argumentierte Grossman, dass der Vertrag ungültig sei und neu verhandelt werden müsse. Stattdessen lud Hammond Dylan in sein Büro ein, um eine Vereinbarung zu unterschreiben, welche die Gültigkeit des alten Vertrags bestätigt hätte. Die Spannungen zwischen Grossman und Hammond führten schließlich dazu, dass Hammond als Produzent ersetzt wurde.
Am 26. Oktober setzte Dylan seine Arbeit im Columbias Studio A fort, wo er drei Lieder aufnahm. Die Takes von Mixed-Up Confusion und Arthur Crudups That’s All Right Mama wurden jedoch als unbrauchbar gewertet, aber ein Mastertake von Corrina, Corrina wurde für das Album ausgewählt. Ein alternativer Take von Corrina, Corrina aus derselben Session wurde als Single herausgegeben.
Am 1. November fand eine weitere Session im Studio A statt, wo er drei Stücke aufnahm. Wieder wurde Mixed-Up Confusion und That’s All Right Mama aufgenommen und wieder wurde das Ergebnis für nicht brauchbar befunden. Das dritte Stück, Rocks and Gravel, wurde jedoch ausgewählt. Am 14. November wurde hauptsächlich Mixed-Up Confusion aufgenommen. Dylan nahm das Lied mit Studiomusikern auf, die John Hammond angeheuert hatte: George Barnes (Gitarre), Bruce Langhorne (Gitarre), Dick Wellstood (Klavier), Gene Ramey (Bass) und Herb Lovelle (Schlagzeug). Obwohl das Stück nicht auf dem Album erschienen ist, wurde es als Single veröffentlicht und dann eilig wieder vom Markt genommen.
Auffällig dabei ist der Rockabilly-Sound der Hintergrundband. Cameron Crowe beschrieb es als „faszinierenden Blick auf einen Folksänger mit Gedanken an Elvis Presley und Sun Records“.
Nachdem die Aufnahmen zu Mixed-Up Confusion beendet waren, wurden die meisten Musiker entlassen; der Gitarrist Langhorne jedoch blieb, um mit Dylan drei weitere Stücke aufzunehmen: Ballad of Hollis Brown, Kingsport Town und Whatcha Gonna Do, doch die Aufnahmen wurden schließlich abgelehnt. Kingsport Town wurde später auch auf The Bootleg Series Volumes 1–3 (Rare & Unreleased) 1961–1991 veröffentlicht.
Dylan nahm am 6. Dezember fünf weitere Originalsongs auf, von denen schließlich drei für das Album ausgewählt wurden: A Hard Rain’s A-Gonna Fall, Oxford Town und I Shall Be Free. Von allen wurde der erste Take genommen. Dylan nahm auch Whatcha Gonna Do und das neue Lied Hero Blues auf, aber beide Songs wurden am Ende abgelehnt und blieben unveröffentlicht.

### Reise nach England
Zwölf Tage später besuchte Dylan das erste Mal England, um an einem BBC-Hörspiel mitzuwirken, The Madhouse on Castle Street, wo er Blowin’ in the Wind und zwei andere Stücke spielte. In London kam er auch in Kontakt mit der britischen Folkszene.
Einer der Folksänger, Carthy, stellte Dylan zwei englische Songs vor, die für Freewheelin’ von Bedeutung sein sollten: Scarborough Fair, das Dylan als Grundlage für sein Lied Girl from the North Country verwendete; eine Ballade aus dem 19. Jahrhundert, Lord Franklin, gab Dylan die Melodie für seine Komposition Bob Dylan’s Dream.
Von England aus reiste Dylan nach Italien, wo er Albert Grossman traf, der mit seiner Klientin Odetta unterwegs war. Dylan hoffte auch, dort seine Freundin Suze Rotolo zu treffen, die jedoch bereits in die USA zurückgekehrt war. In Italien beendete Dylan seine Arbeiten zu Girl from the North Country und Boots of Spanish Leather. Er ging noch einmal nach England zurück, wo Carthy eine Überraschung erwartete: „Als er aus Italien zurückkam, hatte er Girl From the North Country bereits geschrieben; er kam zum Gasthaus Troubadour und sagte ‚Hey, here’s Scarborough Fair‘ – und begann das Ding zu spielen.“

### Rückkehr nach New York
Als Dylan Mitte Januar nach New York zurückkehrte, nahm er Masters of War auf. In der Zwischenzeit zog er wieder mit Suze Rotolo zusammen in das Apartment an der 4th Street.
Mit den neuen Songs aus Europa überdachte er noch einmal die Lieder für sein zweites Album. Die Aufnahmen fielen zusammen mit dem Austausch von Hammond durch Tom Wilson, der eigentlich vom Jazz kam.
Wilson erinnerte sich, dass er Folk-Songs eigentlich nicht mochte. Er hatte Aufnahmen mit John Coltrane und Sun Ra gemacht und hielt nicht viel von Folkmusikern. Die Texte von Dylan überzeugten ihn jedoch.
Bei der Session am 24. April nahm Dylan seine fünf Neukompositionen auf: Girl from the North Country, Masters of War, Talkin’ World War III Blues, Bob Dylan’s Dream und Walls of Red Wing. Walls of Red Wing wurde schließlich abgelehnt, aber auf The Bootleg Series Volumes 1–3 (Rare & Unreleased) 1961–1991 veröffentlicht. Alle anderen Stücke finden sich auf dem Album wieder.
Einen letzten Streit um Freewheelin’ gab es bei Dylans Auftritt in der Ed Sullivan Show am 12. Mai 1963. Dylan wollte Talkin’ John Birch Paranoid Blues vortragen, das von CBS aber als zu ehrenrührig für die John Birch Society angesehen wurde. Dylan verzichtete schließlich auf den Auftritt.

## Cover
Das Album-Cover zeigt ein Foto von Dylan mit Suze Rotolo. Es wurde im Februar 1963 aufgenommen, ein paar Wochen nachdem Rotolo aus Italien zurückgekehrt war. Der Fotograf war Don Hunstein von CBS, der das Foto an der Ecke der Jones Street und West 4th Street in Greenwich Village, New York, in der Nähe der Wohnung des Paares aufnahm. In ihren Memoiren A Freewheelin’ Time erklärte Rotolo, wie das Foto spontan zustande kam, und analysierte die Bedeutung des Titelbilds:

„Es ist einer jener kulturellen Wegweiser, der das Aussehen von Covern gerade wegen seiner lässigen, bodenständigen Spontaneität und Sinnlichkeit prägte. Die meisten Cover wurden sorgfältig inszeniert und kontrolliert, mit großer Wirkung bei den Covern von Blue-Note-Jazz-Alben ... und mit nicht so großer Wirkung bei den perfekt gestellten und sauber geschnittenen Pop- und Folk-Alben. Wer auch immer für die Auswahl gerade dieser Fotografie für The Freewheelin’ Bob Dylan verantwortlich war, er hatte wirklich ein gutes Auge für einen neuen Look.“

## Titelliste
Seite 1 (LP)
1. Blowin’ in the Wind – 2:45
2. Girl from the North Country – 3:21
3. Masters of War – 4:31
4. Down the Highway – 3:23
5. Bob Dylan’s Blues – 2:20
6. A Hard Rain’s A-Gonna Fall – 6:51

Seite 2 (LP)
1. Don’t Think Twice, It’s All Right – 3:37
2. Bob Dylan’s Dream – 5:00
3. Oxford Town – 1:48
4. Talking World War III Blues – 6:25
5. Corrina, Corrina (Traditional) – 2:42
6. Honey, Just Allow Me One More Chance – 1:58
7. I Shall Be Free – 4:47

## Kommerzieller Erfolg

### Chartplatzierungen
| ChartsChartplatzierungen       | Höchstplatzierung | Wochen |
| ------------------------------ | ----------------- | ------ |
| Vereinigte Staaten (Billboard) | 22 (32 Wo.)       | 32     |
| Vereinigtes Königreich (OCC)   | 1 (49 Wo.)        | 49     |

### Auszeichnungen für Musikverkäufe
| Land/Region                  | Auszeichnungen für Musikverkäufe (Land/Region, Auszeichnung, Verkäufe) | Verkäufe  |
| ---------------------------- | ---------------------------------------------------------------------- | --------- |
| Vereinigte Staaten (RIAA)    | Platin                                                                 | 1.000.000 |
| Vereinigtes Königreich (BPI) | Platin                                                                 | 300.000   |
| Insgesamt                    | 2× Platin ·                                                            | 1.300.000 |

Hauptartikel: Bob Dylan/Auszeichnungen für Musikverkäufe